# Bandera de Caldes de Malavella
La bandera oficial de Caldes de Malavella té el següent blasonament:
Bandera apaïsada de proporcions dos dalt per tres de llarg, vermella, amb una franja vertical, d'amplada 1/3 de la del drap i situada al pal, de color blanc; dins un rectangle imaginari situat al cantó del pal - de proporcions 43/100 de l'altura i 2/3 de l'amplada i separat per l'extrem superior per 1/10 de l'altura -, s'inscriuen quatre faixes ondanades de dues ones i dues mitges ones, d'amplada cada una d'elles d'1/12 del total de l'altura, de colors vermell la primera i la tercera, i blanc la segona i la quarta - ben entès que quan descansen damunt del camper el seu color s'esvaeix la línia de separació.
Va ser aprovada el 28 de febrer de 1996 i publicada en el DOGC el 18 de març del mateix any amb el número 2183.